# Секурянська волость
Секурянська волость — адміністративно-територіальна одиниця Хотинського повіту Бессарабської губернії.
Станом на 1886 рік — складалася з 17 поселень, 17 сільських громад. Населення — 20619 осіб (10201 особа чоловічої статі та 10418 — жіночої), 3158 дворових господарств.
|                     | Площа, десятин | У тому числі орної, дес. |
| ------------------- | -------------- | ------------------------ |
| Сільських громад    | 17350          | 15360                    |
| Приватної власності | 19970          | 8362                     |
| Казенної власності  | 38             | —                        |
| Іншої власності     | 2716           | 1679                     |
| Загалом             | 40074          | 25401                    |

Основні поселення волості:
- Секуряни — містечко царачьке[2] при ярах Флоккі та Медведкі за 79 3/4 верст від повітового міста, 2043 осіб, 395 дворів, 2 православні церкви, 7 єврейських молитовних будинки, школа, поштова станція, земська станція, винокуренний завод, цегельний завод, 50 лавок, 10 постоялих дворів, базари щочетверга. За 18 верст — винокуренний завод.
- Бардаляни — село царачьке при річці Чугарь, 503 особи, 80 дворів, православна церква.
- Біложівка Казенне — село царачьке при ярі Прокошин, 751 особа, 134 двори, каплиця.
- Волошкове — село царачьке при річці Дністер, 582 осіб, 102 двори, православна церква.
- Гвоздоуці — село царачьке, 1402 особи, 248 дворів, православна церква.
- Клокушна — село царачьке при річці Раковець, 1503 особи, 292 двір, православна церква.
- Коболчине — село царачьке при річці Фундой, 1847 осіб, 325 двори, православна церква.
- Ломатинці — село царачьке, 1735 осіб, 315 дворів, православна церква.
- Мігалашани — село царачьке при річці Реча, 692 особи, 135 дворів, православна церква.
- Михалкове — село царачьке при Каленому Ярі, 934 особи, 164 двори, православна церква.
- Ожеве — село царачьке при річці Дністер, 700 осіб, 126 дворів, православна церква.
- Окниця — село царачьке при річці Валя-Моря, 915 осіб, 196 дворів, православна церква, паровий млин.
- Роскопинці — село царачьке при річці Дністер, 929 осіб, 150 дворів.
- Ходороуці — село царачьке при річці Раківця, 970 осіб, 220 дворів, православна церква.